# Domenico Pacini
Domenico Leone Pacini (Marino, 20 febbraio 1878 – Roma, 23 maggio 1934) è stato un fisico e meteorologo italiano, pioniere dello studio dei raggi cosmici.

## Biografia
I suoi genitori si chiamavano Filippo Pacini e Giovanna Mecheri. Laureatosi in Fisica all'Università di Roma nel 1902, dal 1902 al 1905 fu assistente di Pietro Blaserna e, sotto la guida di Alfonso Sella, si interessò ai fenomeni della conduttività elettrica nei gas. Nel 1906 ottenne la nomina di assistente all'Ufficio Centrale di Meteorologia e Geodinamica, già diretto da Blaserna e a quel tempo da Luigi Palazzo. Rimase nella posizione di assistente fino al 1927, anno in cui venne promosso "geofisico principale". Lo studio dei fenomeni elettrici atmosferici, a cui si dedicò in questo periodo, lo misero in grado di ipotizzare l'esistenza dei raggi cosmici. Pacini si occupò anche delle misure sul colore dell'atmosfera. Conseguita la libera docenza nel 1912, nel 1913 ottenne l'incarico dell'insegnamento di Fisica terrestre all'Università di Roma. Nel 1928 fu nominato professore di Fisica sperimentale all'Università di Bari. Morì a Roma all'età di 56 anni a causa di una broncopolmonite. Il suo corpo è sepolto nel cimitero di Forme, frazione abruzzese del comune di Massa d'Albe, dove visse in gioventù e condusse i primi esperimenti sul monte Velino.

## La scoperta della "radiazione penetrante"
L'opera più importante di Domenico Pacini è senz'altro lo studio della "radiazione penetrante", ossia lo studio delle particelle dotate di energie relativistiche (soprattutto protoni e particelle alfa) che giungono sulla Terra dallo spazio esterno e che sono note con il nome di "raggi cosmici". Questa scoperta è attribuita di solito al fisico austriaco Victor Franz Hess, che nel 1936 ottenne il Premio Nobel per la fisica proprio per i suoi studi sui raggi cosmici. In realtà si pervenne alla loro scoperta e alla spiegazione della loro origine grazie soprattutto (vi furono anche contributi minoritari) agli studi, contemporanei e complementari fra di loro, svolti da Pacini e da Hess, il primo per mezzo di esperimenti eseguiti fra il 1907 e il 1911 e descritti in una memoria pubblicata nel Nuovo Cimento nel 1912, l'austriaco per mezzo di esperimenti eseguiti fra il 1910 e il 1912 e pubblicati ugualmente nel 1912. Pacini poté escludere l'origine terrestre delle radiazioni registrando la diminuzione della loro intensità in profondità nelle acque marine di Livorno e in quelle del lago di Bracciano; Hess registrandone l'aumento dell'intensità in quota per mezzo di un pallone aerostatico.
Gli studi giovanili sulla ionizzazione dell'atmosfera spinsero Pacini a studiarne l'origine cercando di falsificare l'ipotesi che le particelle originassero dalla crosta terrestre. Misure dell'intensità della radioattività, definita come velocità di scarica di elettroscopio carico, eseguite da Pacini al di sotto del livello del mare nel Giugno 1911 (e successivamente nello stesso anno nelle profondità del lago di Bracciano) gli permisero di osservare che era minore di quella alla superficie e ipotizzarne pertanto l'origine extraterrestre. Gli esperimenti di Pacini costituiscono inoltre i primi studi sulle particelle elementari eseguiti in ambiente sotterraneo, antesignani di quelli svolti successivamente per esempio nei Laboratori nazionali del Gran Sasso.

## Pubblicazioni (selezione)
- Dalla variazione locale della componente orizzontale del campo magnetico terrestre nei dintorni di Sestola (Modena). Roma, G. Bertero, 1909
- Gli elementi della elettricità atmosferica. Roma, Casa Ed. L'elettricità, 1918 (Tip. Cartiere Centrali)
- Il blu del cielo e la costante d'Avogadro. Stabilimento Tipografico Toscano, 1915
- La radiazione penetrante alla superficie ed in seno alle acque. Pisa, Stabilimento Tipografico Toscano, 1912[8]
- La radiazione penetrante sul mare. Roma, G. Bertero, 1911
- Misure di ionizzazione dell'aria su terraferma ed in mare, nota di D. Pacini. Pisa, Tipografia Pieraccini, 1908
- Radiazione penetrante, nota di D. Pacini. Mondovì, Società Tipografica Monregalese, 1926
- Sulle radiazioni penetranti presenti nell'atmosfera. Roma, Officina Poligrafica Italiana, 1909
- Sulla perturbazione prodotta da un pallone aerostatico nel campo elettrico terrestre. Roma, Officina Poligrafica Italiana, 1909